# Proceratosauridae
I proceratosauridi (Proceratosauridae) sono una famiglia di dinosauri carnivori, appartenenti ai tirannosauroidi. Vissero tra il Giurassico medio e il Cretaceo inferiore (160 - 115 milioni di anni fa) e i loro resti fossili sono stati ritrovati in Europa e in Asia. I membri di questa famiglia sono caratterizzati da creste sopra il capo.

## Descrizione
Questi dinosauri teropodi possedevano probabilmente una corporatura snella, lunghe zampe posteriori e un cranio relativamente grande, dotato di una cresta. La famiglia è stata descritta nel 2010 (Rauhut et al.) in un articolo che ridescriveva il genere tipo, Proceratosaurus. In questa pubblicazione, i proceratosauridi sono considerati una famiglia di celurosauri tirannosauroidi piuttosto primitivi. Oltre a Proceratosaurus dell'Inghilterra, noto per un cranio incompleto, sono da ricordare l'altrettanto poco noto Kileskus della Siberia e Guanlong della Cina, noto per fossili più completi. Tutti questi dinosauri risalgono al Giurassico medio e dovevano avere una lunghezza di circa 3 metri. Al gruppo è ascritto anche Sinotyrannus, del Cretaceo inferiore, di dimensioni ben più grandi. Ma c'è pure il gigante yutyrannus che dopo studi filogenetici si ė scoperto essere un proceratosauro